# Trichocera reticulata
Trichocera reticulata är en tvåvingeart som beskrevs av Alexander 1933. Trichocera reticulata ingår i släktet Trichocera och familjen vintermyggor. Inga underarter finns listade i Catalogue of Life.